# 割補理論
在數學中，尤其是拓撲學，割補理論(surgery theory)是一種用於從另一流形對象產生一個有限維流形、並在「控制」之下的理論方法。其最初是用於處理光滑流形，之後陸續被應用於分段線性流形以及拓撲流形等等。

## 概念
所謂的「割補」是指將流形的某一部份「割」下，再從其它流形找一部分將其沿著邊界或割緣「補」上。它與柄體分解(handlebody decomposition)的概念相似而不盡相同，因為它主要是用於研究及分類大於三維的流形。